# Kennisintensieve organisatie
Een kennisintensieve organisatie (KIO) is een organisatie waarin de productiefactor kennis een dominante rol heeft. Deze productiefactor is de laatste decennia in veel organisaties steeds meer gedaald van de top van het bedrijf naar de productievloer. Daarom kunnen we een kennisintensieve organisatie definiëren als een organisatie met (a) overwegend kenniswerkers in het primaire proces, of (b) overwegend kenniswerkers in de technische staf mits deze een dominante invloed heeft op het functioneren van het primaire proces.
De kenniswerker houdt zich bezig met het inventariseren, ontwikkelen, integreren, delen, toepassen en evaluaren van kennis. Dit alles om de organisatiedoelen te realiseren en belanghebbenden tevreden te stellen.
Voor de kennisintensieve organisatie is kennismanagement een onmisbare factor. Daarnaast is een aantal andere aspecten specifiek voor kennisintensieve organisaties van belang, omdat deze voorwaardelijk zijn voor het werk van professionals en kenniswerkers. Deze aspecten zijn de volgende:
Kennis;
Uitdaging;
Leervermogen, -bereidheid en -condities;
Taakstelling;
ICT en intrinsieke (arbeids)motivatie;
Feedback;
Autonomie. 
Deze tien factoren (KULTIFA-factoren) vormen de determinanten van kennisintensieve arbeid.
Volgens Tsoukas en Vladimirou (2001) is kennis in organisaties de individuele capaciteit om binnen werkzaamheden op basis van theorie of context onderscheid te kunnen maken. Deze individuele kennis valt binnen organisaties op te delen in tacit (ontastbare) en explicit (tastbare) kennis. Onder tacit kennis wordt niet tastbare kennis, die vaak in bezit is van individuen, verstaan terwijl tastbare kennis, bekend als explicit knowledge, zich vooral baseert op gedocumenteerde- en hierdoor makkelijk overdraagbare kennis (Choo & Bontis, 2002). 
Kennisintensieve organisaties en de innovatie die zij brengen worden door de overheid als essentieel gezien voor verdere economische groei. 